# محاولة انقلاب 2001 في بوروندي
في 18 أبريل 2001، وقعت محاولة انقلاب عسكري في بوروندي قامت بها مجموعة من صغار ضباط جيش التوتسي. ووقع الانقلاب أثناء وجود الرئيس بيير بويويا في الغابون لحضور محادثات السلام مع جماعة الهوتو المتمردة التي كانت تقاتل الحكومة خلال الحرب الأهلية البوروندية. احتل الانقلابيون لفترة وجيزة محطة الإذاعة الحكومية في بوجومبورا، ولكن سرعان ما تم إحباط عمليتهم من قبل القوات الموالية لبويويا.